# Даць, Ирина Вильямовна
Ирина Вильямовна Даць (род. 14 апреля 1963, Житомир, Украина) — украинская оперная певица (лирико-драматическое сопрано), театральный режиссёр, педагог, профессор. Народная артистка Украины (2007), солистка Национальной оперы Украины. 

## Биография
Ирина Даць родилась в Житомире. В 1987 году окончила Киевскую государственную консерваторию (ныне Национальная музыкальная академия Украины имени П. И. Чайковского). В том же году была принята в труппу Национальной оперы Украины, где исполняла ведущие партии лирико-драматического сопрано. 
Её репертуар охватывает широкий спектр оперных ролей, среди которых: Наталка Полтавка (одноимённая опера Н. Лысенко), Оксана ("Запорожец за Дунаем" С. Гулак-Артемовского), Анна Ярославна ("Анна Ярославна — королева Франции" А. Рудницкого), Одарка ("Купало" А. Вахнянина), Оксана ("Боярыня" В. Кирейко), Марильця ("Тарас Бульба" Н. Лысенко), Парася ("Сорочинская ярмарка" М. Мусоргского), Татьяна ("Евгений Онегин" П. Чайковского), Ярославна ("Князь Игорь" А. Бородина), Донна Анна ("Дон Жуан" В. А. Моцарта), Недда ("Паяцы" Р. Леонкавалло), Мими ("Богема" Дж. Пуччини), Леонора ("Трубадур" Дж. Верди), Сантуцца ("Сельская честь" П. Масканьи), Эльза ("Лоэнгрин" Р. Вагнера). 
Выступала на сценах более 30 стран мира, среди которых США, Великобритания, Франция, Италия, Швейцария, Канада, Кувейт.

## Педагогическая и режиссёрская деятельность
С 2001 года преподавала в Киевском национальном университете культуры и искусств, затем работала в Государственной академии статистики, учёта и аудита. В 2011 году получила звание доцента , а в 2017 — профессора Национальной музыкальной академии Украины.
В 2004 году повторно окончила Национальную музыкальную академию Украины, получив диплом режиссёра музыкального театра. С 2011 года преподаёт режиссуру музыкального театра и актёрское мастерство. 
Среди её постановок — оперы, концертные программы и литературно-музыкальные композиции, представленные на сценах Национальной оперы Украины, Национальной филармонии Украины и оперной студии НМАУ. Среди её работ: "Риголетто" Дж. Верди (2016), "Ноктюрн" Н. Лысенко (2018).  В 2019 году окончила магистратуру в Национальной академии статистики, учёта и аудита по специальности "Международный менеджмент".

## Судебный процесс с Национальной оперой Украины
После 2014 года столкнулась с трудностями в Национальной опере Украины, связанными с вынужденными простоями. В 2017 году была уволена по требованию закона № 955-VIII во время пребывания на больничном, что вызвало судебные разбирательства.